# José d'Abronzo
Giuseppe d'Abronzo, mais conhecido como José d'Abronzo ou Pepino (Casandrino, 7 de dezembro de 1928 — Águas de São Pedro, 4 de abril de 2008) foi um treinador e ex-futebolista italiano radicado no Brasil.

## Carreira

### Como jogador
Chegou ao Brasil em 1934 e começou a carreira aos 14 anos, ainda no amadorismo, no União Monte Alegre. Em seguida profissionalizou-se, passando por Piracicabano, Rio Branco-SP de Americana e XV de Piracicaba, onde jogou por 14 anos. Ainda no XV, foi emprestado a Portuguesa e ao Vasco da Gama, nesse último por um rápido período, pois as diretorias dos dois clubes não chegaram a um acordo.

### Como treinador
Treinou e foi instrutor físico de algumas equipes do interior paulista, dentre elas o São Carlos Clube da cidade homônima no período de 1967–1968.
Posteriormente, trabalhou nas Indústrias Dedini por 11 anos como torneiro mecânico, no Grande Hotel Escola Senac de Águas de São Pedro como instrutor físico, e nas prefeituras de Águas de São Pedro e São Pedro como coordenador de esportes.

## Títulos

### Como jogador
XV de Piracicaba
- Vários títulos pelo clube[carece de fontes?]

## Campanhas de destaque

### Como treinador
Palmeiras-SJBV
- Campeonato Paulista - Série A3 (na época chamado de Segunda Divisão): 1966 (vice-campeão e promovido, em vice-campeonato compartilhado com o São Carlos Clube)